# Atsuko Ikeda
Atsuko Ikeda, född 1931, är en japansk prinsessa. Hon är dotter till kejsar Hirohito och kejsarinnan Nagako av Japan. 